# Marder II
El Marder II era un cazacarros alemán basado en el chasis del Panzer II y utilizado durante la Segunda Guerra Mundial. Su producción comenzó en junio de 1942 y estaba armado con un cañón PaK 40/2 L/46 de 75 mm. Se fabricaron 576 unidades, además de la conversión de 75 Panzer II durante 1943 y 1944.

## Historia
En las primeras fases de la Operación Barbarroja, la Wehrmacht sintió la necesidad de una solución anticarro más móvil y poderosa que la artillería remolcada existente o los cazacarros como el Panzerjäger I. Esta necesidad llegó a ser una urgencia a finales de 1941, con la aparición de los nuevos tanques soviéticos como el T-34 y el KV-1.
Como una solución provisional, se decidió utilizar tanto los tanques obsoletos como el Panzer II D/E, especialmente el Flammpanzer-II, poco operativo por su escaso blindaje lateral, como base para cazacarros improvisados. El resultado fue la serie Marder, que estaban armadas con un cañón PaK 40 de 75 mm o un cañón ruso F-22 Modelo 1936 de 76,2 mm, que habían sido capturados en grandes cantidades.
Los Marder II con armas alemanas recibieron la designación de Sd. Kfz. 131, mientras que aquellos que utilizaban los cañones rusos fueron designados como Sd. Kfz. 132. Las diferencias entre las dos variantes se localizaban en el supresor de fogonazo del cañón y las distintas superestructuras que portaban el arma principal.
Debido a su blindaje ligero, de unos 30 mm de espesor máximo, y no estar completamente cerrado, era un blanco para la artillería enemiga. Finalmente, nuevos modelos de cazacarros, como el Hetzer aparecieron en 1944 para sustituir a la serie Marder, aunque éstos sirvieron en combate hasta el final de la guerra.